# Euryalus
Euryalus (Oudgrieks: Εὐρύαλος) was in de Ilias van Homerus een Griekse held uit Argos. Hij was de zoon van Mecisteus. Hij was een fel strijder en doodde in de strijd vele Trojanen, waaronder Dresus en Opheltius. Tijdens de begrafenisspelen van Oedipus versloeg hij iedereen op een na. Hij was een van de vrienden van Diomedes.
Hij is ook een van de Argonauten in de mythe van Jason en het Gulden vlies en een van de Epigonen in de mythe van de Zeven tegen Thebe.

## Niet te verwarren met
Hij is niet te verwarren met de Euryalus, zoon van Naubolos, die in de Odyssee voorkomt en met de Euryalus, zoon van Opheltes en boezemvriend van Nisus, die in de Aeneis voorkomt..  Bij de vrijers van Penelope zijn ook twee mannen die Euryalus heten, de ene afkomstig uit Zacynthos, de ander uit Dulichium.